# Fiji ved sommer-OL 2016
Fiji deltog ved sommer-OL 2016 i Rio de Janeiro, Brasilien fra 5. til 21. august 2016. Dette var nationens fjortende deltagelse- Førhen havde landet deltaget i hver sommer-OL siden 1956 med undtagelse af 1964 i Tokyo og 1980 i Moskva, sidstnævnte på grund af den amerikansk-ledede boykot.
Fiji fik sin første olympiske medalje nogensinde ved dette års OL, idet det blev til guld i mændenes syvmandsrugby. Begejstringen i landet over guldmedaljen var enorm,  og den fik blandt andet regeringen til at tage forslaget om et flagskifte, idet reaktionerne fik premierminister Vorege Bainimarama til at indse, hvor meget det nuværende flag – trods symboler fra kolonitiden – betød for det fijianske folks nationale identitet.